# 八幡村 (長野県)
八幡村（やわたむら）は長野県更級郡にあった村。現在の千曲市大字八幡にあたる。

## 地理
- 山：三峯山
- 河川：千曲川

## 歴史
- 1872年（明治5年） - 近世以来の八幡村が志川村・郡村・八幡領・大池新田を合併。
- 1889年（明治22年）4月1日 - 町村制の施行により、八幡村が単独で自治体を形成。
- 1959年（昭和34年）6月1日 - 稲荷山町・埴科郡屋代町・埴生町と合併して更埴市が発足。同日八幡村廃止。
- 2003年（平成15年）9月1日 - 更埴市が上山田町・埴科郡戸倉町と合併して千曲市が発足。

## 交通

### 鉄道路線
- 日本国有鉄道
  - 篠ノ井線
    - 姨捨駅

### 道路
現在は旧村域に長野自動車道の姨捨サービスエリアが所在するが、当時は未開通。